# Лилав цвят
Лилаво е сборно наименование за цветове, получени като комбинация от червено и синьо в различни степени (или намиращи се между тях в спектъра на бялата светлина).
Виолетовото е основен цвят от бялата слънчева светлина, намиращ се в края на небесната дъга, разпознаваем от човека предимно в растението теменуга.
Вторичен цвят в студените тонове в изобразителното изкуство. Лилавото е вторичен цвят – съчетание между синьо и червено, подобно на цветове като оранжево и зелено.
Индиговото е цвят от спектъра на бялата светлина, който се намира между синьото и виолетовото.
Пурпурно е цвят, който не може да се намери в спектъра на бялата светлина, но лесно може да се получи при смесване на синьо и червено, при което червеното преобладава. Пурпурното се числи към топлите тонове в изобразителното изкуство.
Цикламено е розовеещ-лилав цвят. Може да бъде разпознат в цветето циклама.
Лилавият цвят е известен от дълбока древност. В миналото египтяните го извличали от перли и само фараоните са успявали да си го позволят. Затова сега лилавият цвят се смята за кралски цвят. И още нещо, лилавото се среща рядко в природата затова в древността римските императори са носели пурпурни дрехи. Това кара хората да го смятат като загадъчен и недостъпен цвят. Но въпреки това е много забавен и симпатичен цвят. В модата се използва за парфюми и всякакви други аксесоари. В психологията се асоциира с царственост, духовност, талантливост, богатство, мечтателност, празничност, лукс, мъдрост, мистика, блаженство, мистерия, магия, достойнство, благочестие, учтивост и въображение.